# Миколаївське градоначальництво

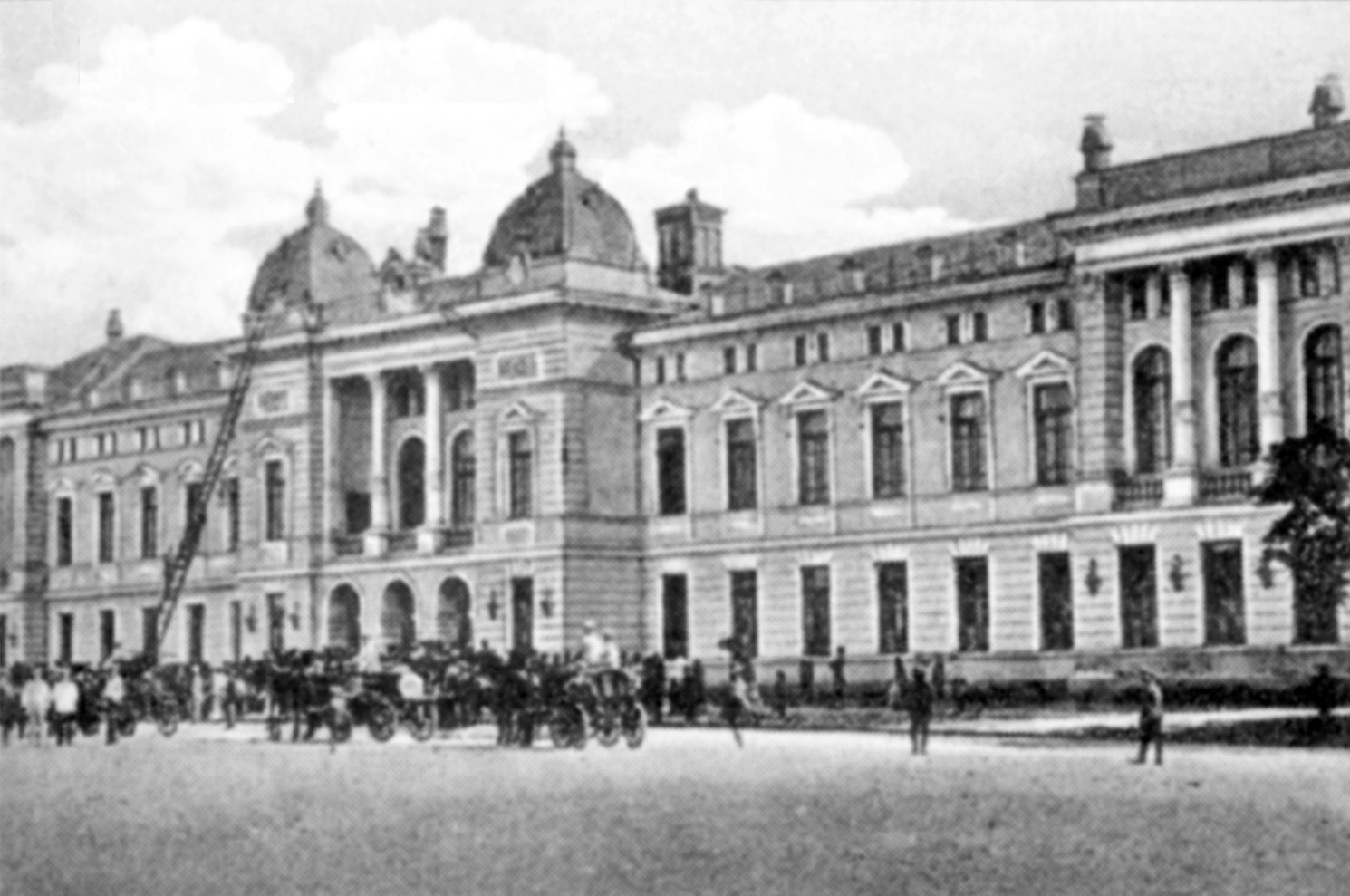
Будинок Миколаївської міської думи

Микола́ївське градоначальництво (рос. Николаевское градоначальство) — адміністративно-територіальна одиниця в Російської імперії, утворена у 1900 році. Градоначальництво включало місто Миколаїв з прилеглими землями і хуторами, виділене з губернії через його стратегічне значення.
Градоначальництво підпорядковувалося безпосередньо міністру внутрішніх справ. До Миколаївського градоначальництва були приписані навколишні хутори і посади: Водопої (Новий та Старий), Широка Балка, Богоявленськ, Соляні, Інвалідні хутори, Мішково-Погорілове, Кульбакине, Аляуди тощо. Очолював його градоначальник, який призначався імператором особисто або за поданням Міністерства внутрішніх справ. Миколаївські градоначальники зазичай поєднували цю посаду з обов'язками командира над Миколаївським портом.

## Історія
22 травня (3 червня) 1899 року управління Чорноморського флоту було остаточно перенесене в Севастополь, а Миколаїв отримав статус заштатного міста Херсонської губернії. Через рік, 5 (18) червня 1900 року, було ліквідоване Миколаївське військове губернаторство, а натомість, з 1 (14) липня на його території було засноване Миколаївське градоначальництво.
Першим градоначальником Миколаєва став колишній губернатор, контр-адмірал Карл Михайлович Тикоцький. Посаду цю він обіймав до 11 (24) жовтня 1902 року. За субординацією градоначальник підпорядковувався Херсонському губернатору, але мав право з окремих питань звертатися безпосередньо до міністерства внутрішніх справ, а також направляти туди щорічні «вірнопіддані» звіти про стан справ у градоначальництві.
Органом управління градоначальника була канцелярія, реорганізована з канцелярії миколаївського військового губернатора.
Посадові обов'язки градоначальника були досить широкими: за своїм службовим положенням, він мав поєднувати функції командира Миколаївського військового порту і начальника гарнізону та обов'язки вищої державної посадової особи на підпорядкованій території. Тобто градоначальник був носієм як цивільної, так і військової влади в місті. Як цивільний керівник, градоначальник керував міською поліцією, відповідав і здійснював нагляд за станом промисловості й торгівлі, діяльністю казенних установ, навчальних закладів і лікарень, благоустроєм міста тощо.
Єдиним цивільним, хто займав цю посаду, був Микола Павлович Леонтович — будучи міським головою Миколаєва він з березня до травня 1917 року виконував і обов'язки градоначальника.

## Миколаївські градоначальники
| П. І. Б.                                   | військове звання | час на посаді *       |
| ------------------------------------------ | ---------------- | --------------------- |
| Тикоцький Карл Михайлович                  | контр-адмірал    | 01.07.1900–11.10.1902 |
| Енквіст Оскар Адольфович                   | віце-адмірал     | 09.09.1902–02.04.1904 |
| Загорянський-Кисіль Аполлінарій Сергійович | контр-адмірал    | 02.04.1904–1905       |
| Зацарений Василь Максимович                | контр-адмірал    | 02.01.1906–22.10.1909 |
| Мязговський Олександр Іванович             | віце-адмірал     | 22.10.1909–28.06.1916 |
| Покровський Андрій Георгійович             | контр-адмірал    | 28.06.1916–06.03.1917 |
| Леонтович Микола Павлович                  |                  | 06.03.1917–30.05.1917 |

Примітка: * усі дати приведені за старим стилем.